# Hydriomena morelosia
Hydriomena morelosia là một loài bướm đêm trong họ Geometridae.